# 星野恒太朗
星野 恒太朗（ほしの こうたろう、2001年10月24日 - ）は、福岡県福岡市出身のプロ野球選手（投手・育成選手）。右投右打。福岡ソフトバンクホークス所属。

## 経歴

### プロ入り前
ダイエー・ソフトバンクでプロ通算50勝を挙げた星野順治を父に持ち、福岡市立愛宕浜小学校1年生のときに野球・水泳・サッカーを同時に始め、3年生からは『福岡中央リトル』で硬式野球に専念。福岡市立姪浜中学校では『糸島ボーイズ』に所属し、3年時はU-15ワールドカップの日本代表に選出された。
福岡大大濠高校では1年春から登板するも、1年秋からは右肘痛で約半年間投球できなかった。3年時は、山下舜平大・深浦幹也の2年生コンビの活躍もあり、3年夏は背番号11でクローザーを務めたが、福岡大会準々決勝で九州国際大付に敗れた。甲子園出場経験はなし。
駒澤大学へ進学し、3年秋はリーグ戦で2試合に登板したが、4年時は春秋ともにベンチ外であった。
2023年10月26日に開催されたドラフト会議にて、ソフトバンクから育成5位指名を受けた。11月15日に支度金300万円・年俸400万円で入団に合意。背番号は133。

### ソフトバンク時代
2024年は3月にウエスタン・リーグのくふうハヤテ戦（ちゅ～る）で1回を投げたが2失点を喫し、結局この1試合の登板に終わった。ファーム非公式戦（3軍・4軍戦）では36試合に登板し、2勝4敗、防御率5.85。与四死球は60（3死球）、48奪三振だった。

## 選手としての特徴
最速151km/hのストレートと鋭く落ちるスプリットが武器。変化球はその他にスライダーなどを投じる。

## 詳細情報

### 背番号
- 133（2024年[8] - ）